# Rhomphaea metaltissima
Rhomphaea metaltissima är en spindelart som beskrevs av Soares och Camargo 1948. Rhomphaea metaltissima ingår i släktet Rhomphaea och familjen klotspindlar. Inga underarter finns listade i Catalogue of Life.